# Polemon griseiceps
Polemon griseiceps (камерунська змієїдна змія) — вид отруйних змій родини земляних гадюк (Atractaspididae). Мешкає в Центральній Африці.

## Поширення і екологія
Камерунські змієїдні змії мешкають в Камеруні, Центрально-Африканській Республіки і Республіці Конго. Вони живуть у вологих тропічних лісах і лісосаванах, на висоті від 500 до 1240 м над рівнем моря.